# 田沼意明
田沼 意明（たぬま おきあき）は、江戸時代中期の大名。遠江国相良藩2代藩主、のち陸奥国下村藩初代藩主。官位は従五位下・下野守。相良藩田沼家2代。初代相良藩主・田沼意次の孫。

## 略歴
田沼意次の世子で若年寄を務めた田沼意知の長男。正室は織田信浮長女の喜姫。
意知が天明4年（1784年）に暗殺されたため、祖父である意次の世継となり、天明7年（1787年）に家督を継いだ。ただし、祖父が松平定信の粛清を受けて失脚したため、相良領は意次最盛期の5万7000石から意明継承時には2万7000石まで減封され、さらにそののち下村1万石に減移封となった。寛政5年（1793年）の定信失脚までは、領地へ下向することも許されず、江戸定府とされ、将軍への御目見や従五位下の官位任官も受けられなかった。
寛政8年（1796年）に大坂定番もしくは大坂加番に任命されたが、領地を一度も見ることなく同年24歳で死去し、跡を弟で養嗣子の意壱が継いだ。

## 系譜
父母
- 田沼意知（父）

正室
- 織田信浮の娘

養子
- 田沼意壱 - 意知の次男